# Atletismo nos Jogos Pan-Americanos de 2011 - Decatlo masculino
A competição do decatlo masculino foi um dos eventos do atletismo nos Jogos Pan-Americanos de 2011, em Guadalajara. Foi disputada no Estádio Telmex de Atletismo entre os dias 24 e 25 de outubro.

## Calendário
Horário local (UTC-6).
| Data          | Horário | Fase                     |
| ------------- | ------- | ------------------------ |
| 24 de outubro | 13:00   | 100 metros rasos         |
| 24 de outubro | 13:45   | Salto em distância       |
| 24 de outubro | 15:10   | Arremesso de pso         |
| 24 de outubro | 16:20   | Salto em altura          |
| 24 de outubro | 18:40   | 400 metros rasos         |
| 25 de outubro | 13:00   | 100 metros com barreiras |
| 25 de outubro | 13:35   | Arremesso de disco       |
| 25 de outubro | 14:55   | Salto com vara           |
| 25 de outubro | 17:20   | Arremesso de dardo       |
| 25 de outubro | 18:40   | 1500 metros rasos        |

## Medalhistas
| Ouro   | CUB Leonel Suárez   |
| Prata  | JAM Maurice Smith   |
| Bronze | CUB Yordanis García |

## Recordes
Recordes mundial e pan-americano antes da disputa dos Jogos Pan-Americanos de 2011.
| Tipo                             | Atleta        | Pontos | Local          | Data                |
| -------------------------------- | ------------- | ------ | -------------- | ------------------- |
|                                  | Roman Šebrle  | 9026   | Götzis         | 27 de maio de 2001  |
| Recorde dos Jogos Pan-Americanos | Maurice Smith | 8278   | Rio de Janeiro | 24 de julho de 2007 |

## Resultados

### 100 metros
| Pos. | Bateria | Atleta                 | País               | Resultado | Pontos | Obs. |
| ---- | ------- | ---------------------- | ------------------ | --------- | ------ | ---- |
| 1    | 2       | Román Gastaldi         | ARG Argentina      | 10.65     | 940    |      |
| 2    | 2       | Matthew Johnson        | USA Estados Unidos | 10.68     | 933    |      |
| 3    | 2       | Yordanis García        | CUB Cuba           | 10.68     | 933    |      |
| 4    | 2       | Rodrigo Sagaon         | MEX México         | 10.69     | 931    |      |
| 5    | 1       | Luiz Alberto de Araújo | BRA Brasil         | 10.82     | 901    |      |
| 6    | 2       | Geormi Jaramillo       | VEN Venezuela      | 10.85     | 894    |      |
| 7    | 2       | Maurice Smith          | JAM Jamaica        | 10.86     | 892    |      |
| 8    | 2       | Leonel Suárez          | CUB Cuba           | 11.01     | 858    |      |
| 9    | 1       | Marco Sánchez          | PUR Porto Rico     | 11.04     | 852    |      |
| 10   | 1       | Gonzalo Barroilhet     | CHI Chile          | 11.06     | 847    |      |
| 11   | 1       | Claston Bernard        | JAM Jamaica        | 11.16     | 825    |      |
| 12   | 1       | Mark Jellison          | USA Estados Unidos | 11.42     | 769    |      |
| 13   | 1       | Steven Marrero         | PUR Porto Rico     | 11.57     | 738    |      |
| 14   | 1       | Alberto Zarate         | MEX México         | 11.58     | 736    |      |

### Salto em distância
| Pos. | Grupo | Atleta                 | País               | Resultado | Pontos | Obs.            | Geral |
| ---- | ----- | ---------------------- | ------------------ | --------- | ------ | --------------- | ----- |
| 1    | B     | Geormi Jaramillo       | VEN Venezuela      | 7.41      | 913    | Recorde pessoal | 1807  |
| 2    | B     | Leonel Suárez          | CUB Cuba           | 7.39      | 908    |                 | 1766  |
| 3    | B     | Román Gastaldi         | ARG Argentina      | 7.37      | 903    | Recorde pessoal | 1843  |
| 4    | A     | Maurice Smith          | JAM Jamaica        | 7.36      | 900    |                 | 1792  |
| 5    | B     | Mark Jellison          | USA Estados Unidos | 7.30      | 886    |                 | 1655  |
| 6    | B     | Matthew Johnson        | USA Estados Unidos | 7.28      | 881    |                 | 1814  |
| 7    | A     | Claston Bernard        | JAM Jamaica        | 7.09      | 835    | Recorde pessoal | 1660  |
| 8    | B     | Gonzalo Barroilhet     | CHI Chile          | 7.05      | 826    |                 | 1673  |
| 9    | A     | Marco Sánchez          | PUR Porto Rico     | 7.04      | 823    |                 | 1675  |
| 10   | A     | Yordanis García        | CUB Cuba           | 6.78      | 762    |                 | 1695  |
| 11   | A     | Alberto Zarate         | MEX México         | 6.74      | 753    |                 | 1489  |
| 12   | A     | Steven Marrero         | PUR Porto Rico     | 6.63      | 727    |                 | 1465  |
| 13   | A     | Rodrigo Sagaon         | MEX México         | 6.55      | 709    |                 | 1640  |
| 14   | B     | Luiz Alberto de Araújo | BRA Brasil         | 5.37      | 455    |                 | 1356  |

### Arremesso de peso
| Pos. | Atleta                 | País               | Resultado | Pontos | Obs.            | Geral |
| ---- | ---------------------- | ------------------ | --------- | ------ | --------------- | ----- |
| 1    | Maurice Smith          | JAM Jamaica        | 17.35     | 935    | Recorde pessoal | 2727  |
| 2    | Geormi Jaramillo       | VEN Venezuela      | 14.96     | 787    | Recorde pessoal | 2594  |
| 3    | Yordanis García        | CUB Cuba           | 14.81     | 778    |                 | 2473  |
| 4    | Leonel Suárez          | CUB Cuba           | 14.64     | 768    | Recorde pessoal | 2534  |
| 5    | Gonzalo Barroilhet     | CHI Chile          | 14.21     | 741    | Recorde pessoal | 2414  |
| 6    | Román Gastaldi         | ARG Argentina      | 14.01     | 729    | Recorde pessoal | 2572  |
| 7    | Mark Jellison          | USA Estados Unidos | 13.80     | 716    | Recorde pessoal | 2371  |
| 8    | Claston Bernard        | JAM Jamaica        | 13.55     | 701    | Recorde pessoal | 2361  |
| 9    | Marco Sánchez          | PUR Porto Rico     | 13.29     | 685    | Recorde pessoal | 2360  |
| 10   | Matthew Johnson        | USA Estados Unidos | 13.23     | 681    | Recorde pessoal | 2495  |
| 11   | Steven Marrero         | PUR Porto Rico     | 13.05     | 670    |                 | 2135  |
| 12   | Alberto Zarate         | MEX México         | 12.71     | 650    |                 | 2139  |
| 13   | Rodrigo Sagaon         | MEX México         | 12.40     | 631    |                 | 2271  |
| 99   | Luiz Alberto de Araújo | BRA Brasil         | DNS       |        |                 |       |

### Salto em altura
| Pos. | Atleta                 | País               | Resultado | Pontos | Obs.            | Geral |
| ---- | ---------------------- | ------------------ | --------- | ------ | --------------- | ----- |
| 1    | Leonel Suárez          | CUB Cuba           | 2.08      | 878    | Recorde pessoal | 3412  |
| 2    | Gonzalo Barroilhet     | CHI Chile          | 2.05      | 850    | Recorde pessoal | 3264  |
| 3    | Yordanis García        | CUB Cuba           | 2.05      | 850    |                 | 3323  |
| 4    | Román Gastaldi         | ARG Argentina      | 1.99      | 794    | Recorde pessoal | 3366  |
| 5    | Maurice Smith          | JAM Jamaica        | 1.99      | 794    | Recorde pessoal | 3521  |
| 6    | Claston Bernard        | JAM Jamaica        | 1.96      | 767    |                 | 3128  |
| 6    | Marco Sánchez          | PUR Porto Rico     | 1.96      | 767    |                 | 3127  |
| 8    | Mark Jellison          | USA Estados Unidos | 1.96      | 767    |                 | 3138  |
| 9    | Steven Marrero         | PUR Porto Rico     | 1.87      | 687    | Recorde pessoal | 2822  |
| 10   | Alberto Zarate         | MEX México         | 1.84      | 661    |                 | 2800  |
| 11   | Geormi Jaramillo       | VEN Venezuela      | 1.84      | 661    | Recorde pessoal | 3255  |
| 12   | Rodrigo Sagaon         | MEX México         | 1.69      | 536    |                 | 2807  |
| 99   | Matthew Johnson        | USA Estados Unidos | NM        | 0      |                 | 2495  |
| 99   | Luiz Alberto de Araújo | BRA Brasil         | DNS       |        |                 |       |

### 400 metros
| Pos. | Bateria | Atleta                 | País               | Resultado | Pontos | Obs.            | Geral |
| ---- | ------- | ---------------------- | ------------------ | --------- | ------ | --------------- | ----- |
| 1    | 2       | Rodrigo Sagaon         | MEX México         | 47.61     | 928    | Recorde pessoal | 3735  |
| 2    | 2       | Geormi Jaramillo       | VEN Venezuela      | 48.30     | 895    | Recorde pessoal | 4150  |
| 3    | 1       | Matthew Johnson        | USA Estados Unidos | 48.80     | 871    | Recorde pessoal | 3366  |
| 4    | 2       | Yordanis García        | CUB Cuba           | 48.84     | 869    | Recorde pessoal | 4192  |
| 5    | 2       | Maurice Smith          | JAM Jamaica        | 49.26     | 849    | Recorde pessoal | 4370  |
| 6    | 2       | Marco Sánchez          | PUR Porto Rico     | 49.37     | 844    | Recorde pessoal | 3971  |
| 7    | 2       | Román Gastaldi         | ARG Argentina      | 49.54     | 836    | Recorde pessoal | 4202  |
| 8    | 2       | Leonel Suárez          | CUB Cuba           | 49.76     | 826    |                 | 4238  |
| 9    | 1       | Alberto Zarate         | MEX México         | 51.02     | 768    |                 | 3568  |
| 10   | 1       | Gonzalo Barroilhet     | CHI Chile          | 51.08     | 765    |                 | 4029  |
| 11   | 1       | Steven Marrero         | PUR Porto Rico     | 51.19     | 761    | Recorde pessoal | 3583  |
| 12   | 1       | Claston Bernard        | JAM Jamaica        | 52.00     | 725    | Recorde pessoal | 3853  |
| 13   | 1       | Mark Jellison          | USA Estados Unidos | 53.17     | 674    |                 | 3812  |
| 99   | 1       | Luiz Alberto de Araújo | BRA Brasil         | DNS       |        |                 |       |

### 110 metros com barreiras
| Pos. | Bateria | Atleta                 | País               | Resultado | Pontos | Obs.            | Geral |
| ---- | ------- | ---------------------- | ------------------ | --------- | ------ | --------------- | ----- |
| 1    | 2       | Maurice Smith          | JAM Jamaica        | 14.20     | 949    |                 | 5319  |
| 2    | 2       | Geormi Jaramillo       | VEN Venezuela      | 14.22     | 946    | Recorde pessoal | 5096  |
| 3    | 2       | Yordanis García        | CUB Cuba           | 14.22     | 946    | Recorde pessoal | 5138  |
| 4    | 2       | Gonzalo Barroilhet     | CHI Chile          | 14.23     | 945    |                 | 4974  |
| 5    | 2       | Leonel Suárez          | CUB Cuba           | 14.26     | 941    | Recorde pessoal | 5179  |
| 6    | 1       | Mark Jellison          | USA Estados Unidos | 14.49     | 912    | Recorde pessoal | 4724  |
| 7    | 1       | Román Gastaldi         | ARG Argentina      | 14.71     | 885    | Recorde pessoal | 5087  |
| 8    | 1       | Matthew Johnson        | USA Estados Unidos | 14.77     | 878    | Recorde pessoal | 4244  |
| 9    | 2       | Claston Bernard        | JAM Jamaica        | 14.92     | 859    |                 | 4712  |
| 10   | 1       | Rodrigo Sagaon         | MEX México         | 15.23     | 822    |                 | 4557  |
| 11   | 1       | Alberto Zarate         | MEX México         | 16.71     | 655    |                 | 4223  |
| 99   | 1       | Steven Marrero         | PUR Porto Rico     | DNF       | 0      |                 | 3583  |
| 99   | 1       | Marco Sánchez          | PUR Porto Rico     | DNF       | 0      |                 | 3971  |
| 99   | 2       | Luiz Alberto de Araújo | BRA Brasil         | DNS       |        |                 |       |

### Arremesso de disco
| Pos. | Atleta                 | País               | Resultado | Pontos | Obs.            | Geral |
| ---- | ---------------------- | ------------------ | --------- | ------ | --------------- | ----- |
| 1    | Maurice Smith          | JAM Jamaica        | 48.79     | 845    | Recorde pessoal | 6164  |
| 2    | Steven Marrero         | PUR Porto Rico     | 46.10     | 790    | Recorde pessoal | 4373  |
| 3    | Leonel Suárez          | CUB Cuba           | 45.54     | 778    |                 | 5957  |
| 4    | Claston Bernard        | JAM Jamaica        | 43.79     | 742    | Recorde pessoal | 5454  |
| 5    | Gonzalo Barroilhet     | CHI Chile          | 43.40     | 734    | Recorde pessoal | 5708  |
| 6    | Román Gastaldi         | ARG Argentina      | 43.08     | 727    | Recorde pessoal | 5814  |
| 7    | Geormi Jaramillo       | VEN Venezuela      | 41.99     | 705    | Recorde pessoal | 5801  |
| 8    | Matthew Johnson        | USA Estados Unidos | 41.48     | 695    |                 | 4939  |
| 9    | Rodrigo Sagaon         | MEX México         | 40.80     | 681    | Recorde pessoal | 5238  |
| 10   | Yordanis García        | CUB Cuba           | 40.20     | 669    |                 | 5807  |
| 11   | Mark Jellison          | USA Estados Unidos | 38.69     | 638    |                 | 5362  |
| 12   | Alberto Zarate         | MEX México         | 37.87     | 621    |                 | 4844  |
| 99   | Luiz Alberto de Araújo | BRA Brasil         | DNS       |        |                 |       |
| 99   | Marco Sánchez          | PUR Porto Rico     | DNS       |        |                 |       |

### Salto com vara
| Pos. | Atleta                 | País               | Resultado | Pontos | Obs. | Geral |
| ---- | ---------------------- | ------------------ | --------- | ------ | ---- | ----- |
| 1    | Gonzalo Barroilhet     | CHI Chile          | 5.30      | 1004   |      | 6712  |
| 2    | Leonel Suárez          | CUB Cuba           | 4.80      | 849    |      | 6806  |
| 3    | Yordanis García        | CUB Cuba           | 4.80      | 849    |      | 6656  |
| 4    | Alberto Zarate         | MEX México         | 4.50      | 760    |      | 5604  |
| 5    | Maurice Smith          | JAM Jamaica        | 4.40      | 731    |      | 6895  |
| 6    | Rodrigo Sagaon         | MEX México         | 4.40      | 731    |      | 5969  |
| 7    | Matthew Johnson        | USA Estados Unidos | 4.30      | 702    |      | 5641  |
| 8    | Claston Bernard        | JAM Jamaica        | 4.20      | 673    |      | 6127  |
| 9    | Román Gastaldi         | ARG Argentina      | 4.20      | 673    |      | 6487  |
| 10   | Geormi Jaramillo       | VEN Venezuela      | 3.90      | 590    |      | 6391  |
| 99   | Mark Jellison          | USA Estados Unidos | NM        | 0      |      | 5362  |
| 99   | Steven Marrero         | PUR Porto Rico     | NM        | 0      |      | 4373  |
| 99   | Luiz Alberto de Araújo | BRA Brasil         | DNS       |        |      |       |
| 99   | Marco Sánchez          | PUR Porto Rico     | DNS       |        |      |       |

### Arremesso de dardo
| Pos. | Atleta                 | País               | Resultado | Pontos | Obs.            | Geral |
| ---- | ---------------------- | ------------------ | --------- | ------ | --------------- | ----- |
| 1    | Leonel Suárez          | CUB Cuba           | 72.19     | 923    |                 | 7729  |
| 2    | Yordanis García        | CUB Cuba           | 63.81     | 795    |                 | 7451  |
| 3    | Maurice Smith          | JAM Jamaica        | 59.57     | 731    | Recorde pessoal | 7626  |
| 4    | Matthew Johnson        | USA Estados Unidos | 59.20     | 726    |                 | 6367  |
| 5    | Alberto Zarate         | MEX México         | 57.72     | 704    |                 | 6308  |
| 6    | Steven Marrero         | PUR Porto Rico     | 56.51     | 685    | Recorde pessoal | 5058  |
| 7    | Geormi Jaramillo       | VEN Venezuela      | 56.35     | 683    | Recorde pessoal | 7046  |
| 8    | Gonzalo Barroilhet     | CHI Chile          | 56.24     | 681    |                 | 7393  |
| 9    | Román Gastaldi         | ARG Argentina      | 55.97     | 677    | Recorde pessoal | 7164  |
| 10   | Claston Bernard        | JAM Jamaica        | 55.49     | 670    |                 | 6797  |
| 11   | Rodrigo Sagaon         | MEX México         | 53.33     | 638    | Recorde pessoal | 6607  |
| 12   | Mark Jellison          | USA Estados Unidos | 51.31     | 608    |                 | 5970  |
| 99   | Luiz Alberto de Araújo | BRA Brasil         | DNS       |        |                 |       |
| 99   | Marco Sánchez          | PUR Porto Rico     | DNS       |        |                 |       |

### 1500 metros
| Pos. | Atleta             | País               | Resultado | Pontos | Obs.            | Geral |
| ---- | ------------------ | ------------------ | --------- | ------ | --------------- | ----- |
| 1    | Alberto Zarate     | MEX México         | 4:37.03   | 699    |                 | 7007  |
| 2    | Rodrigo Sagaon     | MEX México         | 4:39.84   | 681    | Recorde pessoal | 7288  |
| 3    | Román Gastaldi     | ARG Argentina      | 4:42.95   | 662    |                 | 7826  |
| 4    | Leonel Suárez      | CUB Cuba           | 4:45.78   | 644    |                 | 8373  |
| 5    | Yordanis García    | CUB Cuba           | 4:49.29   | 623    |                 | 8074  |
| 6    | Geormi Jaramillo   | VEN Venezuela      | 4:52.26   | 605    | Recorde pessoal | 7679  |
| 7    | Gonzalo Barroilhet | CHI Chile          | 4:54.34   | 593    |                 | 7986  |
| 8    | Maurice Smith      | JAM Jamaica        | 4:55.18   | 588    |                 | 8214  |
| 9    | Mark Jellison      | USA Estados Unidos | 4:56.52   | 580    |                 | 6550  |
| 10   | Matthew Johnson    | USA Estados Unidos | 4:59.60   | 562    | Recorde pessoal | 6929  |
| 11   | Claston Bernard    | JAM Jamaica        | 5:20.11   | 449    |                 | 7246  |
| 99   | Steven Marrero     | PUR Porto Rico     | DNF       | 0      |                 | 5058  |

### Classificação final
| Pos.              | Atleta                 | País               | Pontos | Obs.                             |
| ----------------- | ---------------------- | ------------------ | ------ | -------------------------------- |
| Medalha de ouro   | Leonel Suárez          | CUB Cuba           | 8373   | Recorde dos Jogos Pan-Americanos |
| Medalha de prata  | Maurice Smith          | JAM Jamaica        | 8214   | Recorde pessoal                  |
| Medalha de bronze | Yordanis García        | CUB Cuba           | 8074   |                                  |
| 4                 | Gonzalo Barroilhet     | CHI Chile          | 7986   | Recorde pessoal                  |
| 5                 | Román Gastaldi         | ARG Argentina      | 7826   | Recorde pessoal                  |
| 6                 | Geormi Jaramillo       | VEN Venezuela      | 7679   | Recorde pessoal                  |
| 7                 | Rodrigo Sagaon         | MEX México         | 7288   | Recorde pessoal                  |
| 8                 | Claston Bernard        | JAM Jamaica        | 7246   |                                  |
| 9                 | Alberto Zarate         | MEX México         | 7007   | Recorde pessoal                  |
| 10                | Matthew Johnson        | USA Estados Unidos | 6929   |                                  |
| 11                | Mark Jellison          | USA Estados Unidos | 6550   |                                  |
| 12                | Steven Marrero         | PUR Porto Rico     | 5058   |                                  |
| 99 !              | Marco Sánchez          | PUR Porto Rico     | DNF    |                                  |
| 99 !              | Luiz Alberto de Araújo | BRA Brasil         | DNF    |                                  |

Legenda
| Recorde mundial                  | Recorde mundial (World record)               |                       | Recorde africano                      | Recorde africano (African) |                                           | Q | Classificado por posição (Qualified) |
| Recorde dos Jogos Pan-Americanos | Recorde pan-americano (Pan-American record)  | Recorde da América    | Recorde da América (Americas)         | q                          | Classificado por melhor tempo (Qualified) |   |                                      |
| Melhor marca do ano              | Melhor marca do ano (World leading)          | Recorde asiático      | Recorde asiático (Asian)              | DNS                        | Não largou (Did not start)                |   |                                      |
| Recorde nacional                 | Recorde nacional (National record)           | Recorde europeu       | Recorde europeu (European)            | DNF                        | Não terminou (Did not finish)             |   |                                      |
| Recorde pessoal                  | Recorde pessoal do atleta (Personal best)    | Recorde da Oceania    | Recorde da Oceania (Oceania)          | DSQ / DQ                   | Desclassificado (Disqualified)            |   |                                      |
| Recorde da temporada             | Recorde da temporada do atleta (Season best) | Recorde sul-americano | Recorde sul-americano (South America) | NM                         | Sem marca (No mark)                       |   |                                      |